# Chalepus pusillus
Chalepus pusillus és una espècie de coleòpter de la família dels crisomèlids. Va ser descrit científicament per primera vegada el 1910 per Weise.